# 好きだらけ
『好きだらけ』（すきだらけ）とは、なぱたによる日本の成人漫画。同作者にとっての処女作。また、後述の『じれったいのよ!』『ずっと一緒に♡』はCOMIC MEGASTORE、『姉ちゃんと呼ばないで』はCOMIC HOTMiLKで連載された。

## じれったいのよ
ストーリー
登場人物

## 秘め妹
ストーリー
登場人物

## やくそく
ストーリー
登場人物 

## ずっと一緒に
ストーリー
登場人物

## あれから
ストーリー
登場人物 

## 姉ちゃんと呼ばないで
ストーリー
登場人物 

## あなたの猫に
ストーリー
登場人物 

## 隣りの山下さん
ストーリー

登場人物 

## お留守番
ストーリー
登場人物 

## Don't leave me
ストーリー
登場人物 

## 書誌情報
- なぱた 『好きだらけ』ワニマガジン社出版〈WANIMAGAZINE COMICS SPECIAL〉、全1巻
  1. 2013年6月1日発売 ISBN 978-4-86269-250-4[2]